# 倫訥斯島
倫訥斯島（挪威語：Rennesøy）是挪威羅加蘭郡已撤销的市镇，2020年1月1日合并至斯塔万格市镇。